# フィリプ・クライノビッチ
フィリプ・クライノビッチ（Filip Krajinović, セルビア語: Филип Крајиновић, 1992年2月27日 - ）は、セルビア・ソンボル出身の男子プロテニス選手。まだATPツアーでシングルス・ダブルスともに優勝はない。自己最高ランキングはシングルス26位。ダブルス201位。身長185cm。右利き、バックハンド・ストロークは両手打ち。

## 選手経歴

### ジュニア時代
5歳から地元のテニスクラブである「TK Žak」でテニスを始める。2006年、オレンジボウル国際テニス選手権で4回戦進出をする。そこでバーナード・トミックに敗れる。2007年、フロリダ州のブレイデントンにある権威あるニック・ボロテリー・テニスアカデミーと契約を結ぶ。同年、パンチェヴォ、アトランタ、テキサス、ボカラトンで4つのジュニアタイトルを獲得した。

### 2008年 プロ転向
2008年、ロヴェルヴァルでジュニアタイトルを獲得する。その後ジュニアグランドスラムでは2008年全仏オープンでは3回戦でエフゲニー・ドンスコイに敗れた。2008年ウィンブルドン選手権ではベスト4進出。準決勝では後に優勝するグリゴール・ディミトロフに敗れた。2008年全米オープンでもベスト4進出。準決勝ではデビン・ブリットンに敗れた。

### 2009年 ツアー本戦参戦
ジュニア時代を通して、54勝9敗を記録して、2009年2月にはジュニア世界ランキング6位に達した。セルビア・オープンではワイルドカードによりATPツアー本戦初出場を果たす。1回戦でマルセル・グラノリェルスにフルセットで敗れた。夏にはチコ (カリフォルニア州)、ロチェスター (ニューヨーク州)、サン・セバスチャンの3大会で準優勝を飾った。年間最終ランキングは356位。

### 2011年 怪我による手術
2011年の最初の4ヶ月を昨年から続いている肩の怪我により欠場。5〜6月にも復帰を試みたが、7月14日に長続きしている怪我を治すために手術を選択した。年間最終ランキングは1404位。

### 2012年 グランドスラム初出場
世界ランキング1403位からシーズンスタート。ITF男子サーキットからATPチャレンジャーツアーに切り替えてプレーするようになった。4大大会では全仏オープンで予選を勝ち上がり初出場を果たす。年間最終ランキングは416位。

### 2013年 好調
フューチャーズでクレー4大会（ポーランドF5、モロッコF4、モロッコF5、ハンガリーF2）準優勝を飾った。年間最終ランキングは226位。

### 2014年 トップ100入り
2014年4月6日にハーリンジン (テキサス州)（15k）でのフューチャーズで初優勝を果たした。続いてリトルロック (アーカンソー州)でのフューチャーズでもフューチャーズ2勝目を挙げ、サラソータ (フロリダ州)でのATPチャレンジャーツアーでも決勝進出。決勝ではニック・キリオスに6-7(8), 4-6のストレートで敗れ、準優勝となったが、6月と8月でのイタリアのチャレンジャー大会では優勝した。さらに2014年全米オープン男子シングルスの本戦出場権を手にしてトップ100入りを果たした。年間最終ランキングは101位。

### 2015年 デビス杯ベスト8
2015年全豪オープンで初の本戦ストレートイン。サム・グロスに3-6, 6-7(4), 4-6のストレートで初戦敗退となった。2015年全米オープンで1回戦でアレハンドロ・ゴンサレスを6-4, 6-0, 6-4のストレートで破り、グランドスラム初勝利を挙げた。2回戦では第7シードのダビド・フェレールに5-7, 5-7, 6-7(4)のストレートで敗退するも、今季の活躍が認められてデビスカップセルビア代表に選抜され、チームのベスト8進出に貢献した。年間最終ランキングは101位。

### 2016年 2年連続デビス杯ベスト8
2年連続でデビスカップセルビア代表として参戦し、ベスト8進出。5月の初旬と6月にツアー参戦するも、9月には長続きしている怪我のためツアーを早めに終了することになった。その結果トップ200陥落した。年間最終ランキングは237位。

### 2017年 マスターズ準優勝
2017年パリ・マスターズでは予選から勝ち上がり、準々決勝ではラファエル・ナダルが棄権したため、ベスト4に進出。準決勝ではジョン・イスナーを 6-4, 6-7(2), 7-6(5)で破り決勝に進出した。決勝ではジャック・ソックに 7-5, 4-6, 1-6 で敗れ準優勝となった。大会後のランキングでは自己最高の33位を記録している。年間最終ランキングは34位。

### 2018年 トップ30入り
年間最終ランキングは95位。

### 2019年 ツアー3度目の決勝進出
年間最終ランキングは40位。

### 2020年 マスターズベスト8
年間最終ランキングは31位。

### 2021年 ツアー4度目の決勝進出
年間最終ランキングは42位。

### 2022年 ツアー5度目の決勝進出
年間最終ランキングは54位。

### 2023年
年間最終ランキングは311位。

## ATPツアー決勝進出結果

### シングルス: 3回 (0勝3敗)
| 大会グレード                    |
| グランドスラム (0-0)            |
| ATPファイナルズ (0-0)           |
| ATPツアー・マスターズ1000 (0-1) |
| ATPツアー・500シリーズ (0-0)    |
| ATPツアー・250シリーズ (0–2)    |

| サーフェス別タイトル |
| ハード (0-2)         |
| クレー (0-1)         |
| 芝 (0-0)             |

| 結果   | No. | 決勝日         | 大会           | サーフェス   | 対戦相手                 | スコア        |
| ------ | --- | -------------- | -------------- | ------------ | ------------------------ | ------------- |
| 準優勝 | 1.  | 2017年11月5日  | パリ           | ハード(室内) | ジャック・ソック         | 7–5, 4–6, 1–6 |
| 準優勝 | 2.  | 2019年4月28日  | ハンガリー     | クレー       | マッテオ・ベレッティーニ | 6–4, 3–6, 1–6 |
| 準優勝 | 3.  | 2019年10月20日 | ストックホルム | ハード(室内) | デニス・シャポバロフ     | 4–6, 4–6      |

## 成績
略語の説明
| W | F | SF | QF | #R | RR | Q# | LQ | A | Z# | PO | G | S | B | NMS | P | NH |

W=優勝, F=準優勝, SF=ベスト4, QF=ベスト8, #R=#回戦敗退, RR=ラウンドロビン敗退, Q#=予選#回戦敗退, LQ=予選敗退, A=大会不参加, Z#=デビスカップ/BJKカップ地域ゾーン, PO=デビスカップ/BJKカッププレーオフ, G=オリンピック金メダル, S=オリンピック銀メダル, B=オリンピック銅メダル, NMS=マスターズシリーズから降格, P=開催延期, NH=開催なし.
| 大会           | 2010 | 2011 | 2012 | 2013 | 2014 | 2015 | 2016 | 2017 | 2018 | 2019 | 2020 | 通算成績 |
| -------------- | ---- | ---- | ---- | ---- | ---- | ---- | ---- | ---- | ---- | ---- | ---- | -------- |
| 全豪オープン   | A    | A    | A    | A    | LQ   | 1R   | 1R   | A    | A    | 3R   | 2R   | 3–4      |
| 全仏オープン   | A    | A    | 1R   | A    | LQ   | 1R   | A    | LQ   | A    | 3R   |      | 2–3      |
| ウィンブルドン | LQ   | A    | LQ   | A    | LQ   | 1R   | A    | LQ   | 1R   | 1R   | NH   | 0–3      |
| 全米オープン   | LQ   | A    | A    | A    | 1R   | 2R   | A    | LQ   | 1R   | 1R   | 3R   | 3–5      |

### 大会最高成績
| 大会                 | 成績 | 年               |
| -------------------- | ---- | ---------------- |
| ATPファイナルズ      | A    | 出場なし         |
| インディアンウェルズ | 4R   | 2019             |
| マイアミ             | 4R   | 2018             |
| モンテカルロ         | 3R   | 2021             |
| マドリード           | 1R   | 2021-23          |
| ローマ               | 3R   | 2020, 2022       |
| カナダ               | 1R   | 2018, 2022       |
| シンシナティ         | QF   | 2020             |
| 上海                 | 1R   | 2018, 2019       |
| パリ                 | F    | 2017             |
| オリンピック         | A    | 出場なし         |
| デビスカップ         | SF   | 2017, 2021, 2023 |
| ATPカップ            | RR   | 2021             |